# These Days Tour
These Days Tour fue una gira musical de la banda Bon Jovi. En este tour la banda filmó por primera vez un video de ellos en vivo desde Londres en uno de los tres conciertos de Wembley. La banda realizó 129 conciertos en 36 países diferentes.

## Fechas

### Parte 1 (Asia)
- 04/26/95 Andheri Stadium, Bombay, India
- 04/28/95 Fottball Stadium, Taipéi, Taiwán
- 04/30/95 Araneta Stadium, Manila, Philippines
- 05/02/95 Army Stadium, Bangkok,Tailandia
- 05/04/95 Shahlaam Stadium, Kuala Lumpur, Malaysia
- 05/06/95 Ancol Stadium, Yakarta, Indonesia
- 05/08/95 Arena Singapore, Singapur
- 05/10/95 Estadio Olímpico de Seúl, Seúl, Corea del Sur
- 05/13/95 Fukoaka Dome, Fukoaka, Japan
- 05/16/95 Nishinomiya Stadium, Osaka, Japan
- 05/19/95 Tokyo Dome, Tokyo, Japan

### Parte 2 (Europa)
- 05/23/95 Acuatica Milan,it
- 05/26/95 Weserstadium Bremen, Germany
- 05/27/95 Weserstadium Bremen, Germany
- 05/28/95 Goffert Park Njmegen, Netherlands
- 05/30/95 Georg Melches Stadium Essen, Germany
- 06/01/95 Sportsforumpark Chemnitz, Germany
- 06/03/95 Rock am Ring Nurburgring, Germany
- 06/04/95 Rock im Park Múnich, Germany
- 06/06/95 Waldbuhne Berlín, Germany
- 06/07/95 Waldbuhne Berlín, Germany
- 06/10/95 St. Jakob Stadium Basel, Switzerland
- 06/11/95 A1 Ring Zeltweg, Austria
- 06/13/95 Estadio Olímpico de Montjuïc Barcelona, Spain
- 06/15/95 Alvalade Stadium Lisbon, Portugal
- 06/17/95 Werchter Festival Site Werchter,bel
- 06/18/95 Airfield Lahr, Germany
- 06/21/95 Cardiff Arms Park, Cardiff, Wales
- 06/23/95 Wembley Stadium London, England
- 06/24/95 Wembley Stadium London, England
- 06/25/95 Wembley Stadium London, England
- 06/27/95 Gateshead Stadium Newcastle, England
- 06/28/95 Don Valley Stadium Sheffield, England
- 06/30/95 Hippodrome de Longchamp, París, France (opening for the Rolling Stones)
- 07/01/95 Hippodrome de Longchamp, París, France (opening for the Rolling Stones)
- 07/02/95 RDS Dublin, Ireland
- 07/04/95 Naval Arena Stockholm, Sweden
- 07/06/95 Feyernord Stadium Rotterdam, Netherlands
- 07/09/95 Strahov Stadium Prague, Czech Republic (Cancelled)

### Parte 3 (Norteamérica)
- 07/21/95 Jones Beach, Wantagh, NY
- 07/22/95 Jones Beach, Wantagh, NY
- 07/23/95 Jones Beach, Wantagh, NY
- 07/25/95 Sony Entertainment Center, Camden, NJ
- 07/27/95 Starlake Amphitheather, Pittsburgh, PA
- 07/30/95 Great Woods, Mansfield, MA
- 08/01/95 SPAC, Saratoga Springs, NY
- 08/02/95 Forum, Montreal, Quebec
- 08/04/95 Centennial Field, Grand Falls, Newfoundland
- 08/05/95 Sports Complex, Niagara Falls, ON
- 08/07/95 Citadel Hills, Halifax, NS
- 08/09/95 Merriweather Post Pavilion, Columbia, MD
- 08/11/95 Marcus Amphitheater, Milwaukee, WI
- 08/12/95 World Music Theater, Tinley Park, IL
- 08/15/95 Target Center, Minneapolis, MN
- 08/16/95 Sandstone Center, Bonner Springs, KS
- 08/18/95 Red Rocks Amphitheather, Morrison, CO
- 08/20/95 Wolf Mountain, Park City, UT
- 08/23/95 Riverport, Maryland Heights, MO
- 08/24/95 Deer Creek Music Center, Noblesville, IN
- 08/26/95 Pine Knob, Clarkston, MI
- 08/27/95 Riverbend Music Center, Cincinnati, OH
- 08/29/95 Montage Mountain, Scranton, PA
- 08/30/95 Blossom Music Center, Cuyahoga Falls, OH
- 09/09/95 Miami Arena, Miami, FL
- 09/10/95 Sun Dome, Tampa, FL
- 09/12/95 UTC Arena, Chattanooga, TN
- 09/13/95 UTC Arena, Chattanooga, TN
- 09/15/95 Walnut Creek, Raleigh, NC
- 09/16/95 Lakewood Amphitheather, Atlanta, GA
- 09/19/95 Blockbuster, Charlotte, NC
- 09/20/95 Starwood, Nashville, TN
- 09/23/95 Woodlands Pavilion, The Woodlands, TX
- 09/24/95 Starplex, Dallas, TX
- 09/26/95 Desert Sky, Phoenix, AZ
- 09/29/95 Great Western Forum, Inglewood, CA
- 09/30/95 Concord Pavilion, Concord, CA
- 10/01/95 Shoreline Amphitheater, Mountain View, CA
- 10/03/95 General Motors Place, Vancouver, BC
- 10/04/95 Northlands, Edmonton, AB
- 10/05/95 Arena, Saskatoon, SK
- 10/07/95 Arena, Winnipeg, MB
- 10/22/95 Sports Palace México City, México

### Parte 4 (Sudamérica)
- 10/24/95 Estadio La Rinconada, Caracas, Venezuela
- 10/26/95 Praca de Apoteose Río de Janeiro, Brasil
- 10/27/95 Pista de Atletismo del Parque do Ibirapuera, São Paulo, Brasil
- 10/28/95 Pedreira Paulo Leminski, Curitiba, Brasil
- 10/31/95 Estadio Olímpico Atahualpa, Quito, Ecuador
- 11/02/95 Estadio El Campín, Bogotá, Colombia
- 11/04/95 Estadio Monumental de River Plate, Buenos Aires, Argentina

### Parte 5 (Oceanía)
- 11/08/95 Supertop Auckland, New Zealand
- 11/10/95 Olympic Park, Melbourne, Australia
- 11/11/95 Olympic Park, Melbourne, Australia
- 11/12/95 Formula 1 Racetrack, Adelaida, Australia
- 11/14/95 Burswood Dome, Perth, Australia (cancelled)
- 11/17/95 ANZ Stadium, Brisbane, Australia
- 11/18/95 Eastern Creek, Sídney, Australia

### Parte 6 (Sudáfrica)
- 11/28/95 Green Point Stadium, Cape Town, South Africa
- 12/01/95 Johannesburg Stadium, Johannesburg, South Africa
- 12/03/95 Kings Park Stadium, Durban, South Africa

### Parte 7 (Asia)
- 05/14/96 Fukuoka Dome, Fukuoka, Japan
- 05/16/96 Hankyu Nishinomiya Stadium, Osaka, Japan
- 05/18/96 Yokohama Stadium Yokohama, Japan
- 05/19/96 Yokohama Stadium Yokohama, Japan
- 05/20/96 Yokohama Stadium Yokohama, Japan

### Parte 8 (Europa)
- 06/01/96 Estadio Vicente Calderón, Madrid, Spain
- 04/06/96 Estadio El Molinón, Gijón, Spain
- 06/05/96 Estadio El Sadar, Pamplona, Spain
- 06/08/96 Megaland, Landgraaf, Netherlands
- 06/09/96 Het Rutbeek, Enschede, Netherlands
- 06/11/96 Pontaise, Lausanne, Switzerland
- 06/13/96 Steigerwaldstadion Erfurt, Germany
- 06/15/96 Niedersachsenstadion Hanover, Germany
- 06/16/96 Cannstatter Wasen, Stuttgart, Germany
- 06/18/96 Student Island, Budapest, Hungry
- 06/20/96 Airport field, Vienna, Austria
- 06/21/96 Airport field, Wels, Austria
- 06/23/96 Letzigrund Stadium, Zúrich, Switzerland
- 06/28/96 Mungersdorfer Stadion, Cologne, Germany
- 06/29/96 Mungersdorfer Stadium, Cologne, Germany
- 06/30/96 Waldstadion Frankfurt, Germany
- 07/02/96 Hippodrome Wellington, Ostend, Belgium
- 07/03/96 Bercy, París, France
- 07/06/96 National Bowl, Milton Keynes, England
- 07/07/96 National Bowl, Milton Keynes, England
- 07/09/96 Maine Road, Mánchester, England
- 07/11/96 Ibrox Stadium, Glasgow, Scotland
- 07/13/96 RDS Arena, Dublín, Ireland
- 07/14/96 Volkswagen Plant site, Wolfsburg, Germany
- 07/16/96 Frankenstadion, Núremberg, Alemania
- 07/19/96 Helsinki Olympic Stadium, Helsinki, Finlandia